# 高要巽峰塔
巽峰塔位于肇庆市高要区的乌榕山上，建于明天启四至七年（1624－1627年），是一种文峰塔。《后天文王八卦》将东南方称为“巽”，而“巽”有生生不息之意，故名巽峰塔，又因建在乌榕山上，俗称乌榕塔。2019年5月1日公布为第九批广东省文物保护单位。
塔属楼阁式穿壁绕平座砖木塔，高39.2米，平面八角，外7层，内13层，塔腔内设有神龛，占地面积101.76平方米。底层直径10.25米，开七个假门和一个登上二层的叠涩门，为密封层。塔身和菱角牙子砖漆白色，角柱、门坊、栏额、线砖漆红色。